# Adelosemia crepusculella
Adelosemia crepusculella är en fjärilsart som beskrevs av Lederer 1870. Adelosemia crepusculella ingår i släktet Adelosemia och familjen mott. Inga underarter finns listade i Catalogue of Life.